# Liste der Wappen im Landkreis Hameln-Pyrmont
Diese Liste beinhaltet alle in der Wikipedia gelisteten Wappen des Landkreises Hameln-Pyrmont (Niedersachsen).

Wappen des Landkreises Hameln-Pyrmont
Lage des Landkreises Hameln-Pyrmont in Niedersachsen

## Wappen der Städte und Gemeinden

Flecken Aerzen
Stadt Bad Münder am Deister
Stadt Bad Pyrmont
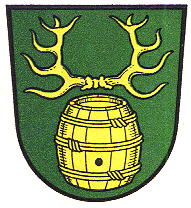
Flecken Coppenbrügge
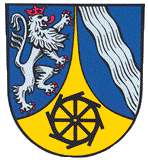
Gemeinde Emmerthal (Details)
Kreisstadt Hameln (Details)
Stadt Hessisch Oldendorf
Flecken Salzhemmendorf (Details)

## Wappen ehemals selbständiger Gemeinden

### Flecken Aerzen

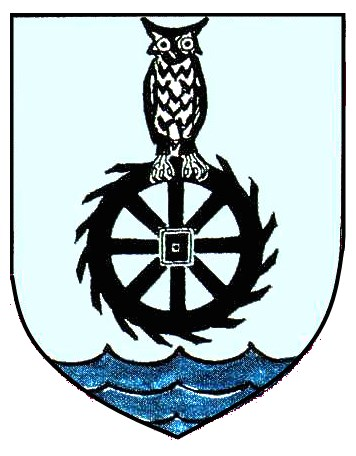
Ortsteil Dehmke
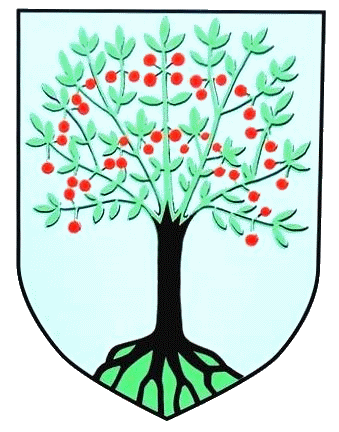
Ortsteil Gellersen
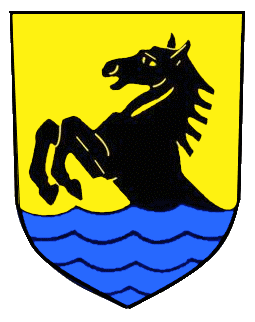
Ortsteil Griessem
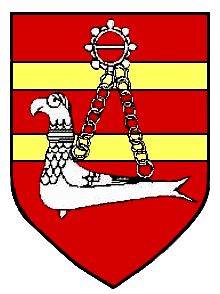
Ortsteil Groß Berkel
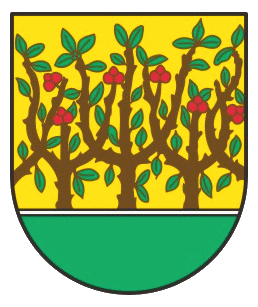
Ortsteil Grupenhagen
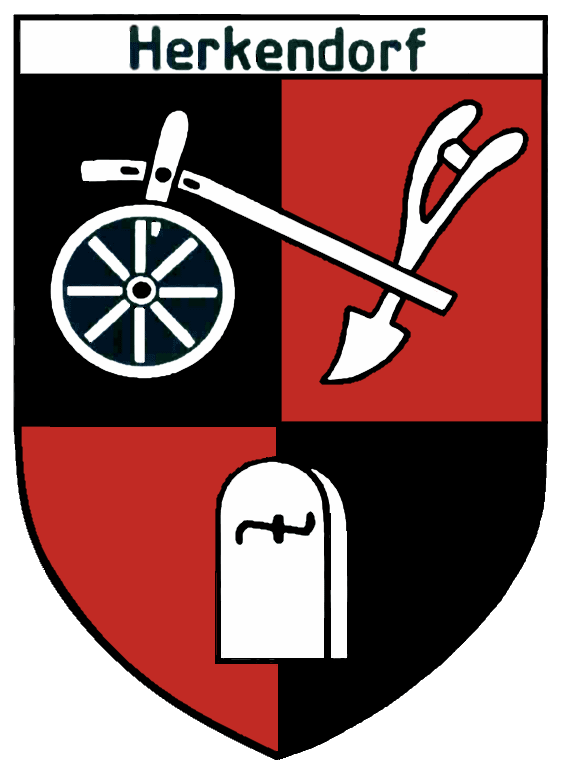
Ortsteil Herkendorf
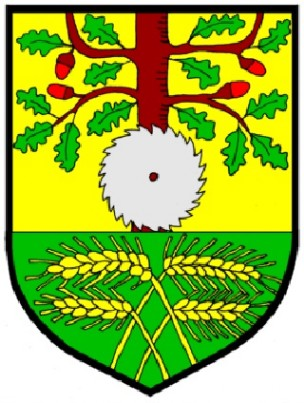
Ortsteil Reher
Ortsteil Reinerbeck

### Stadt Bad Münder am Deister

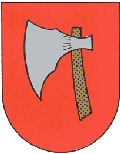
Ortsteil Bakede der Stadt Bad Münder am Deister
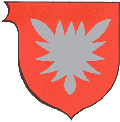
Ortsteil Beber der Stadt Bad Münder am Deister
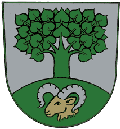
Ortsteil Böbber der Stadt Bad Münder am Deister
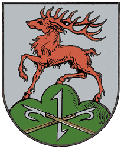
Ortsteil Brullsen der Stadt Bad Münder am Deister
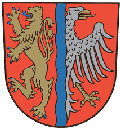
Ortsteil Egestorf (Süntel) der Stadt Bad Münder am Deister
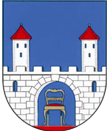
Ortsteil Eimbeckhausen der Stadt Bad Münder am Deister
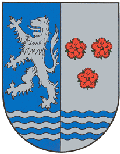
Ortsteil Flegessen der Stadt Bad Münder am Deister
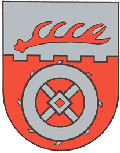
Ortsteil Hachmühlen der Stadt Bad Münder am Deister
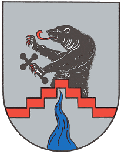
Ortsteil Hamelspringe der Stadt Bad Münder am Deister
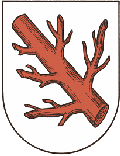
Ortsteil Luttringhausen der Stadt Bad Münder am Deister
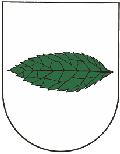
Ortsteil Nettelrede der Stadt Bad Münder am Deister
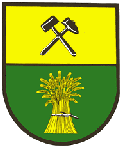
Ortsteil Nienstedt der Stadt Bad Münder am Deister
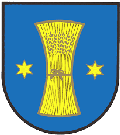
Ortsteil Rohrsen (Bad Münder am Deister) der Stadt Bad Münder am Deister

### StadtBad Pyrmont

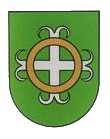
Stadtteil Baarsen
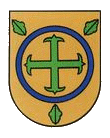
Stadtteil Eichenborn
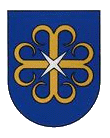
Stadtteil Großenberg
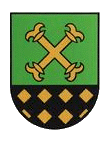
Stadtteil Kleinenberg
Stadtteil Löwensen
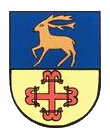
Stadtteil Neersen
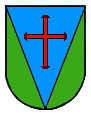
Stadtteil Thal

### Gemeinde Coppenbrügge

Ortsteil Bäntorf der Gemeinde Coppenbrügge
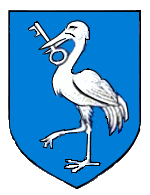
Ortsteil Behrensen der Gemeinde Coppenbrügge
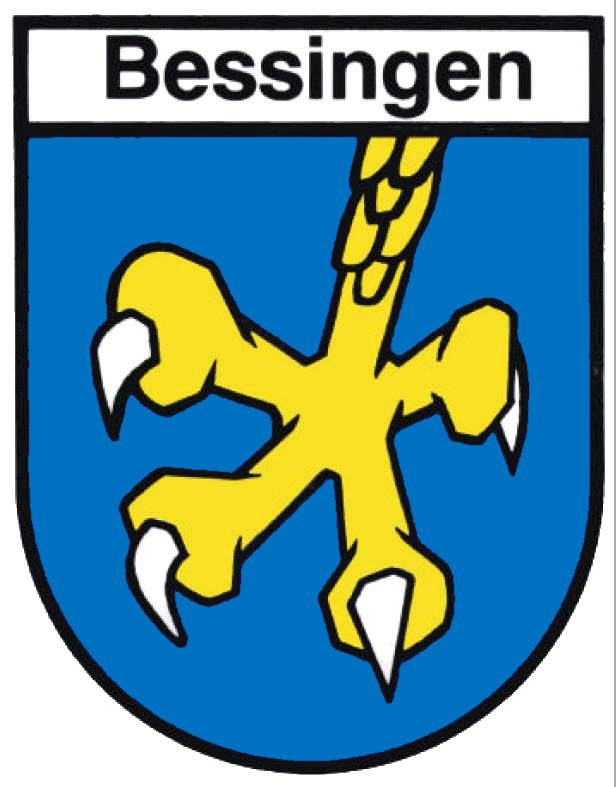
Ortsteil Bessingen der Gemeinde Coppenbrügge
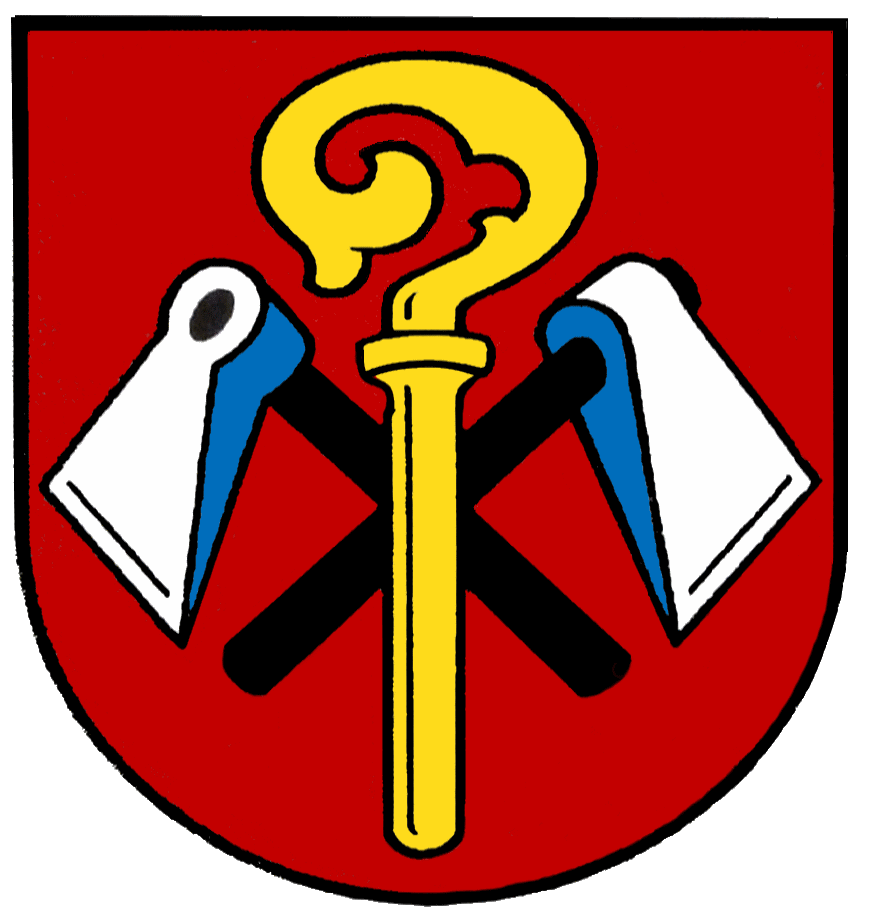
Ortsteil Bisperode der Gemeinde Coppenbrügge
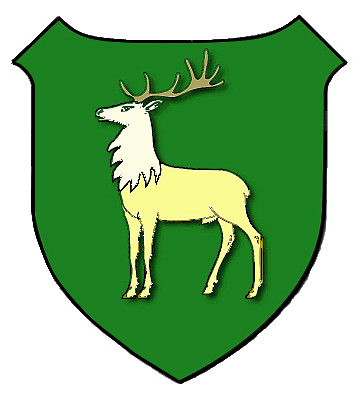
Ortsteil Brünnighausen der Gemeinde Coppenbrügge
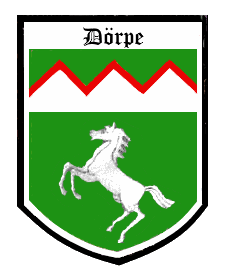
Ortsteil Dörpe der Gemeinde Coppenbrügge
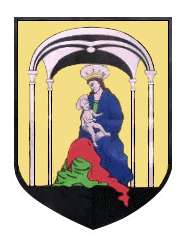
Ortsteil Marienau der Gemeinde Coppenbrügge

### Gemeinde Emmerthal

Ortsteil Amelgatzen der Gemeinde Emmerthal
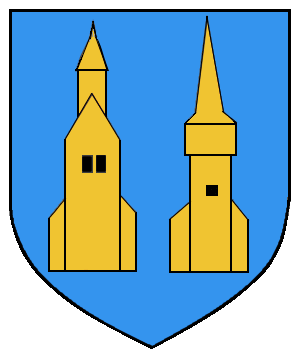
Ortsteil Börry der Gemeinde Emmerthal
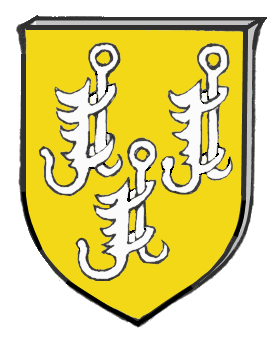
Ortsteil Frenke der Gemeinde Emmerthal
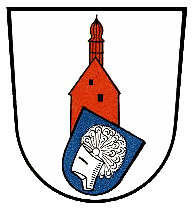
Ortsteil Grohnde der Gemeinde Emmerthal
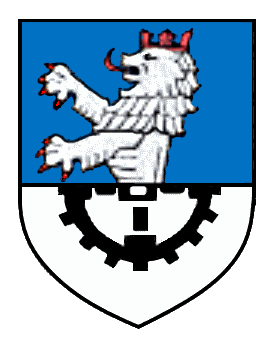
Ortsteil Hämelschenburg der Gemeinde Emmerthal
Ortsteil Latferde der Gemeinde Emmerthal
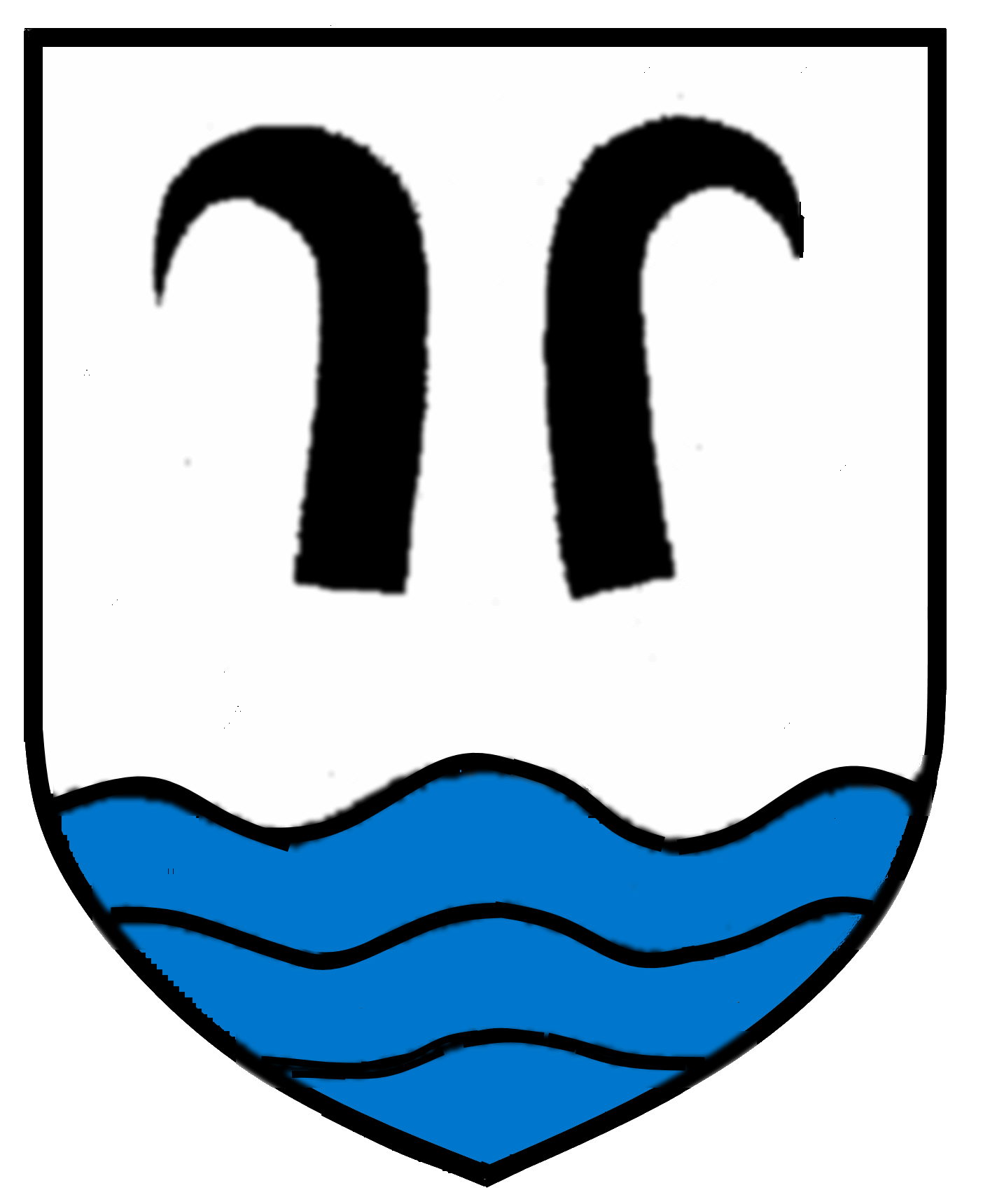
Ortsteil Ohr der Gemeinde Emmerthal
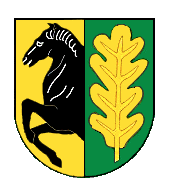
Ortsteil Voremberg der Gemeinde Emmerthal
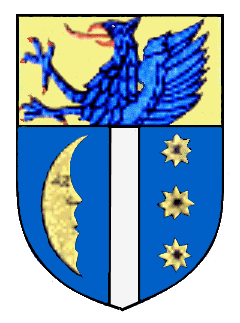
Ortsteil Welsede der Gemeinde Emmerthal

### Stadt Hameln

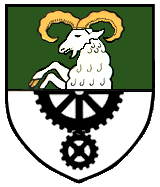
Stadtteil Afferde der Stadt Hameln
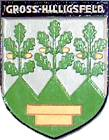
Ortsteil Groß Hilligsfeld der Stadt Hameln
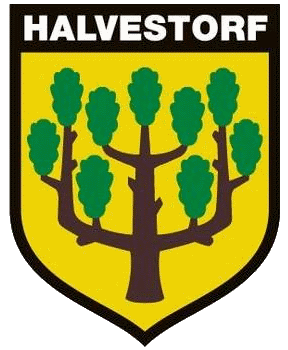
Stadtteil Halvestorf der Stadt Hameln
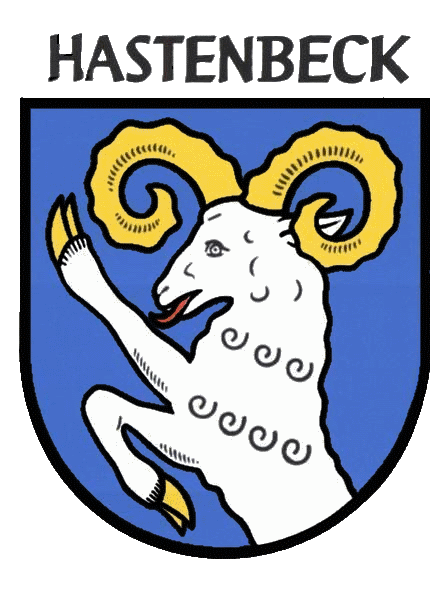
Stadtteil Hastenbeck der Stadt Hameln
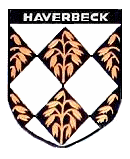
Stadtteil Haverbeck der Stadt Hameln
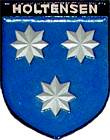
Ortsteil Holtensen der Stadt Hameln
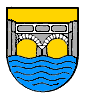
Ortsteil Klein Berkel der Stadt Hameln
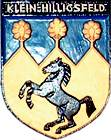
Ortsteil Klein Hilligsfeld der Stadt Hameln
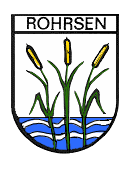
Stadtteil Rohrsen der Stadt Hameln
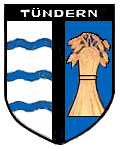
Ortsteil Tündern der Stadt Hameln
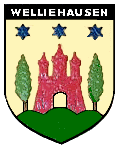
Stadtteil Welliehausen der Stadt Hameln

### Stadt Hessisch Oldendorf

Ortsteil Fischbeck der Stadt Hessisch Oldendorf
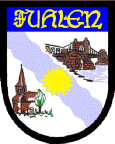
Ortsteil Fuhlen der Stadt Hessisch Oldendorf
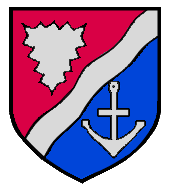
Ortsteil Großenwieden der Stadt Hessisch Oldendorf
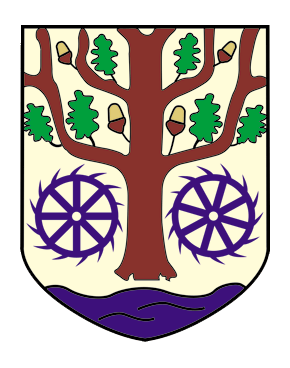
Ortsteil Hemeringen der Stadt Hessisch Oldendorf
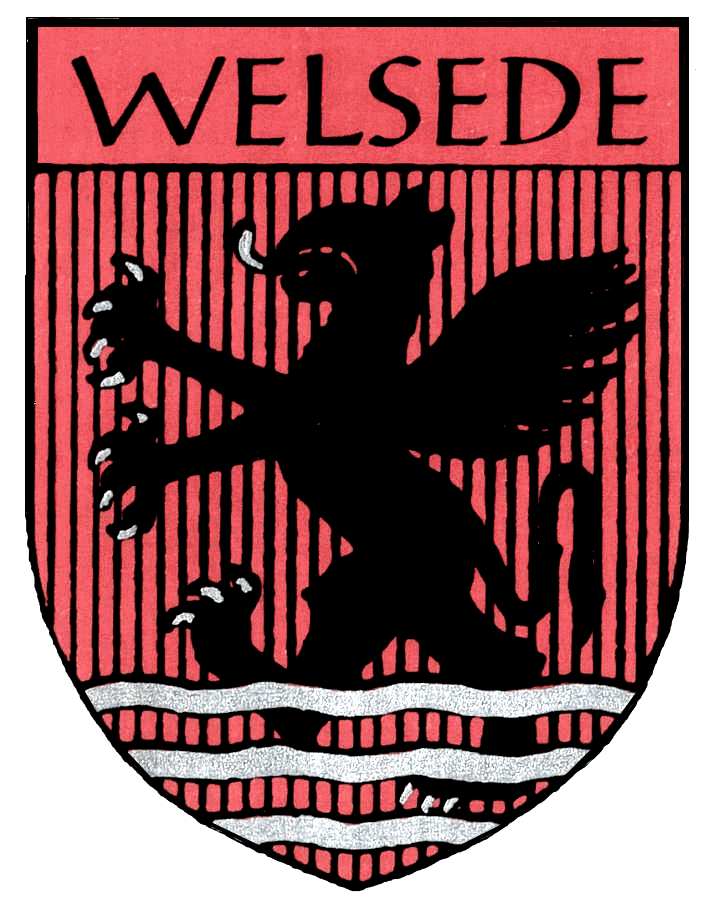
Ortsteil Welsede der Stadt Hessisch Oldendorf

### Gemeinde Salzhemmendorf

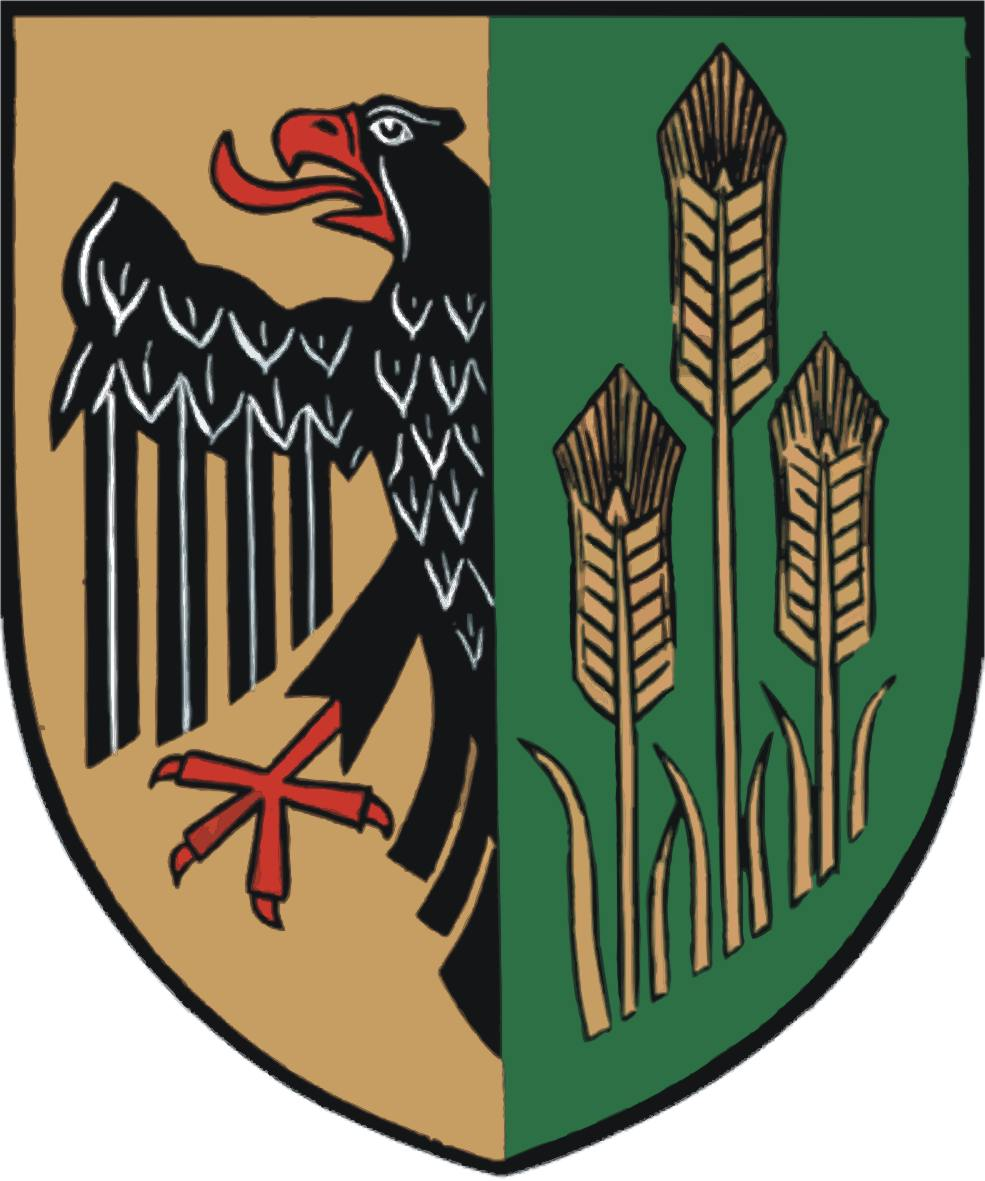
Ortsteil Ahrenfeld der Gemeinde Salzhemmendorf
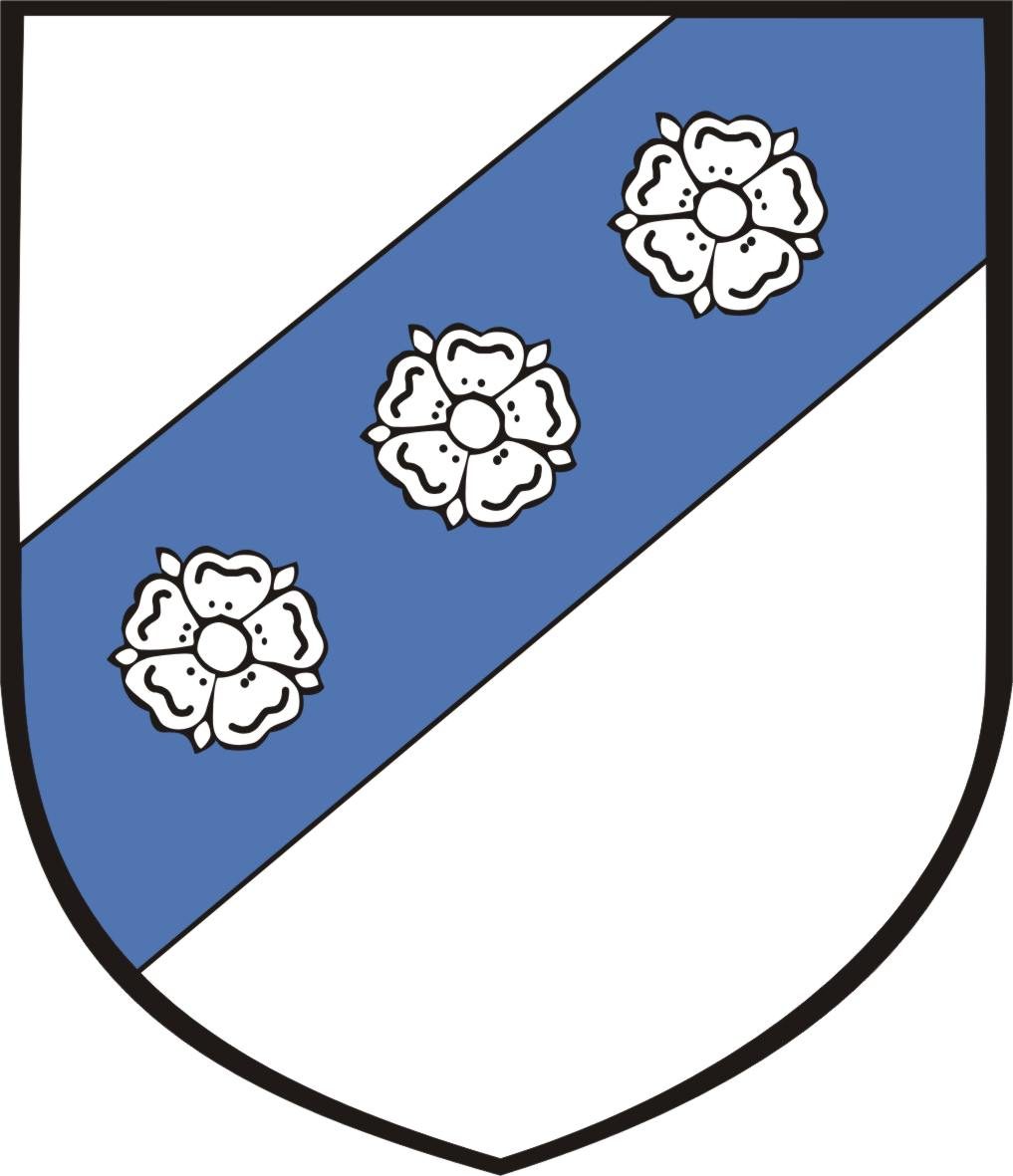
Ortsteil Benstorf der Gemeinde Salzhemmendorf
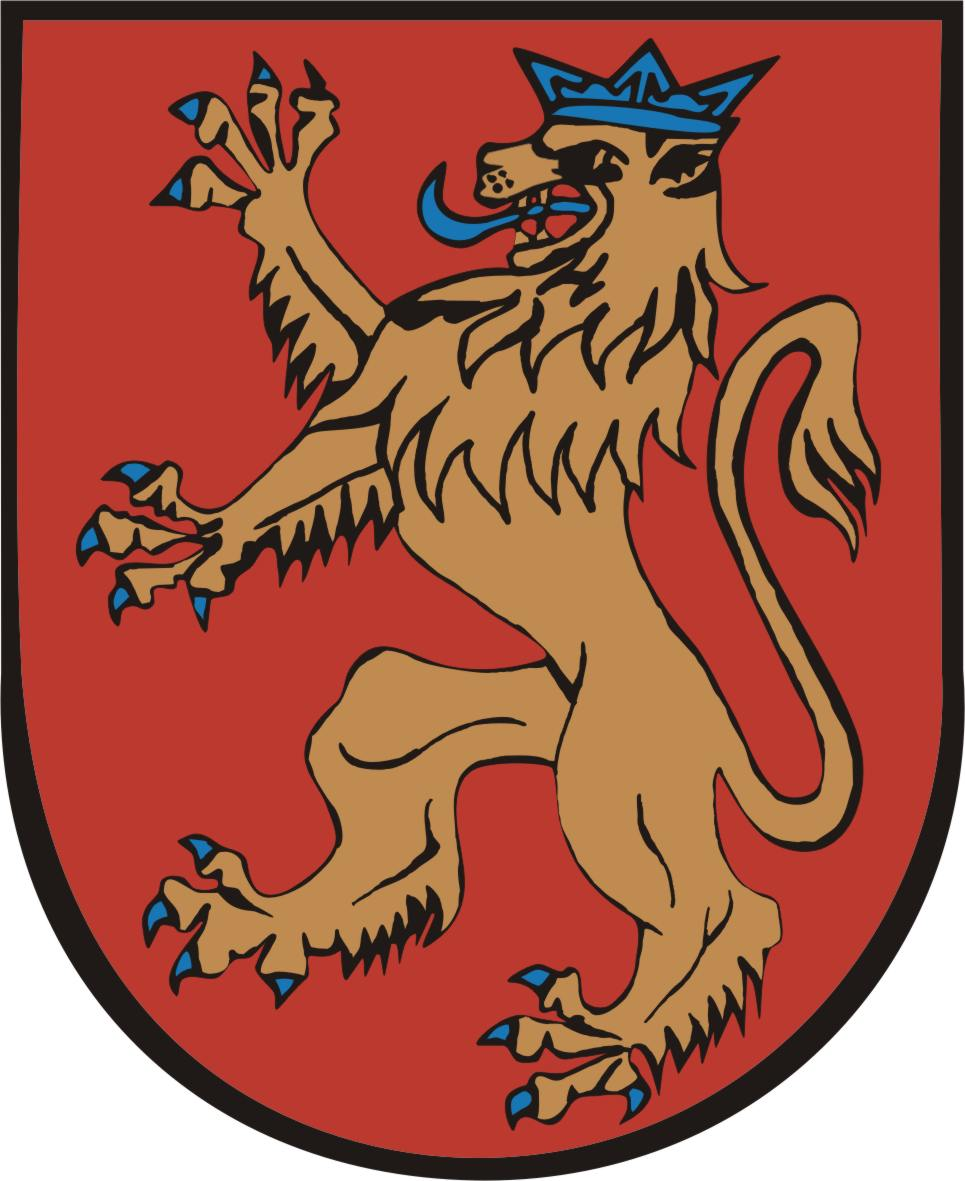
Ortsteil Hemmendorf der Gemeinde Salzhemmendorf
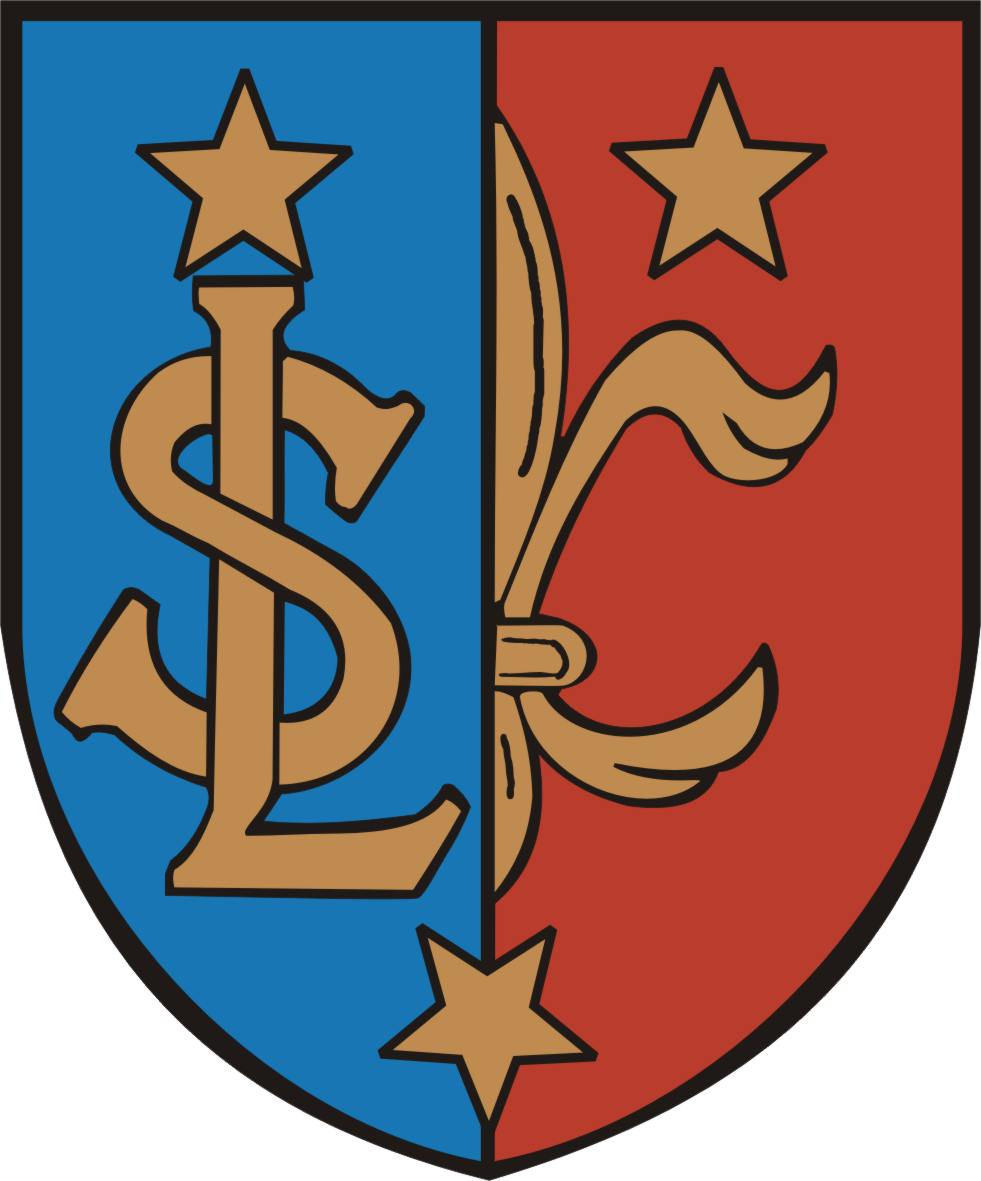
Ortsteil Lauenstein der Gemeinde Salzhemmendorf
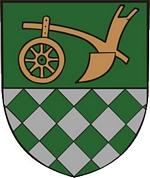
Ortsteil Levedagsen der Gemeinde Salzhemmendorf
Ortsteil Ockensen der Gemeinde Salzhemmendorf
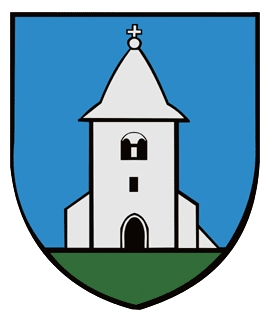
Ortsteil Oldendorf der Gemeinde Salzhemmendorf
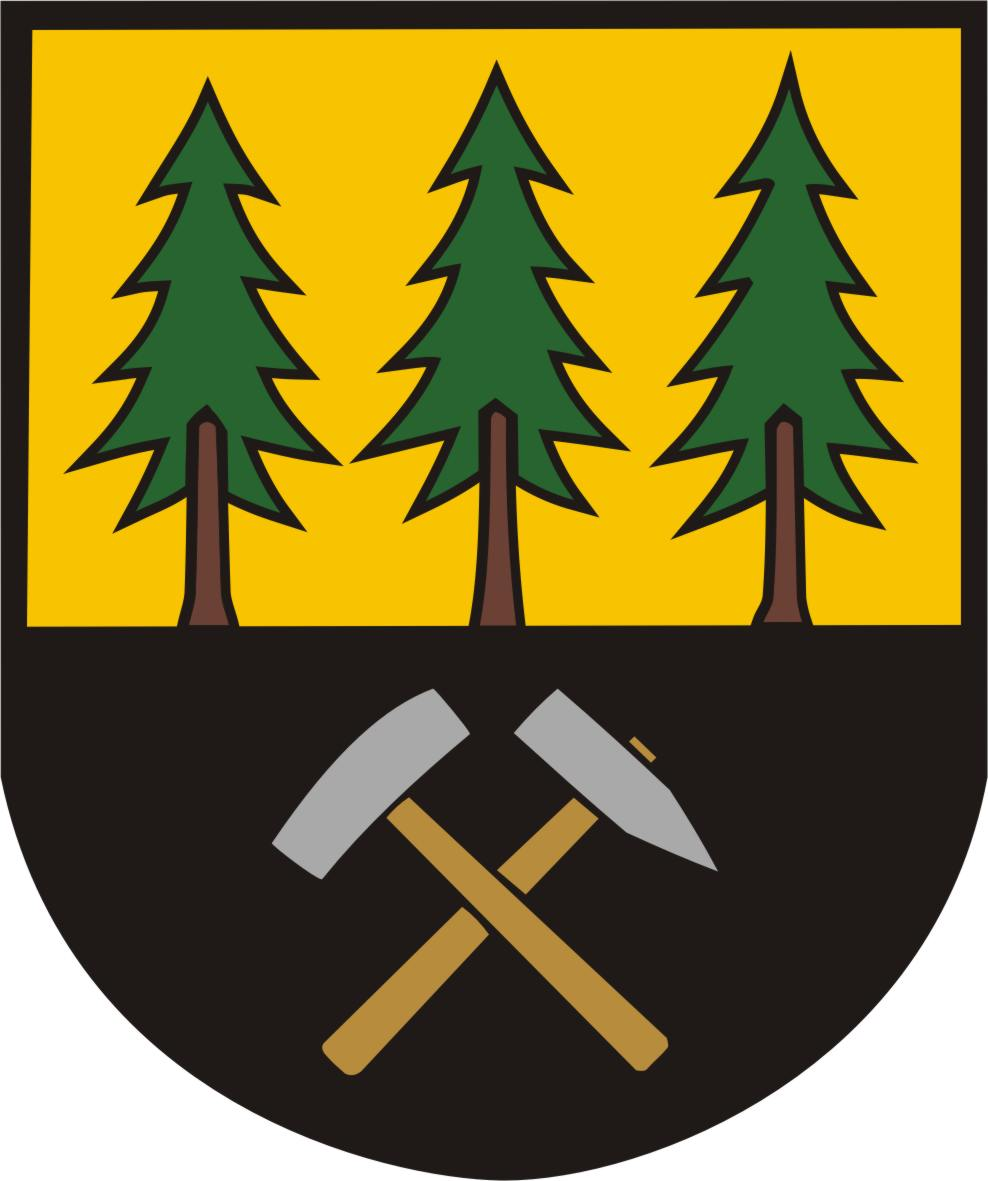
Ortsteil Osterwald der Gemeinde Salzhemmendorf
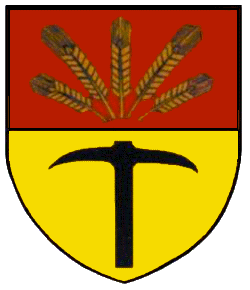
Ortsteil Thüste der Gemeinde Salzhemmendorf
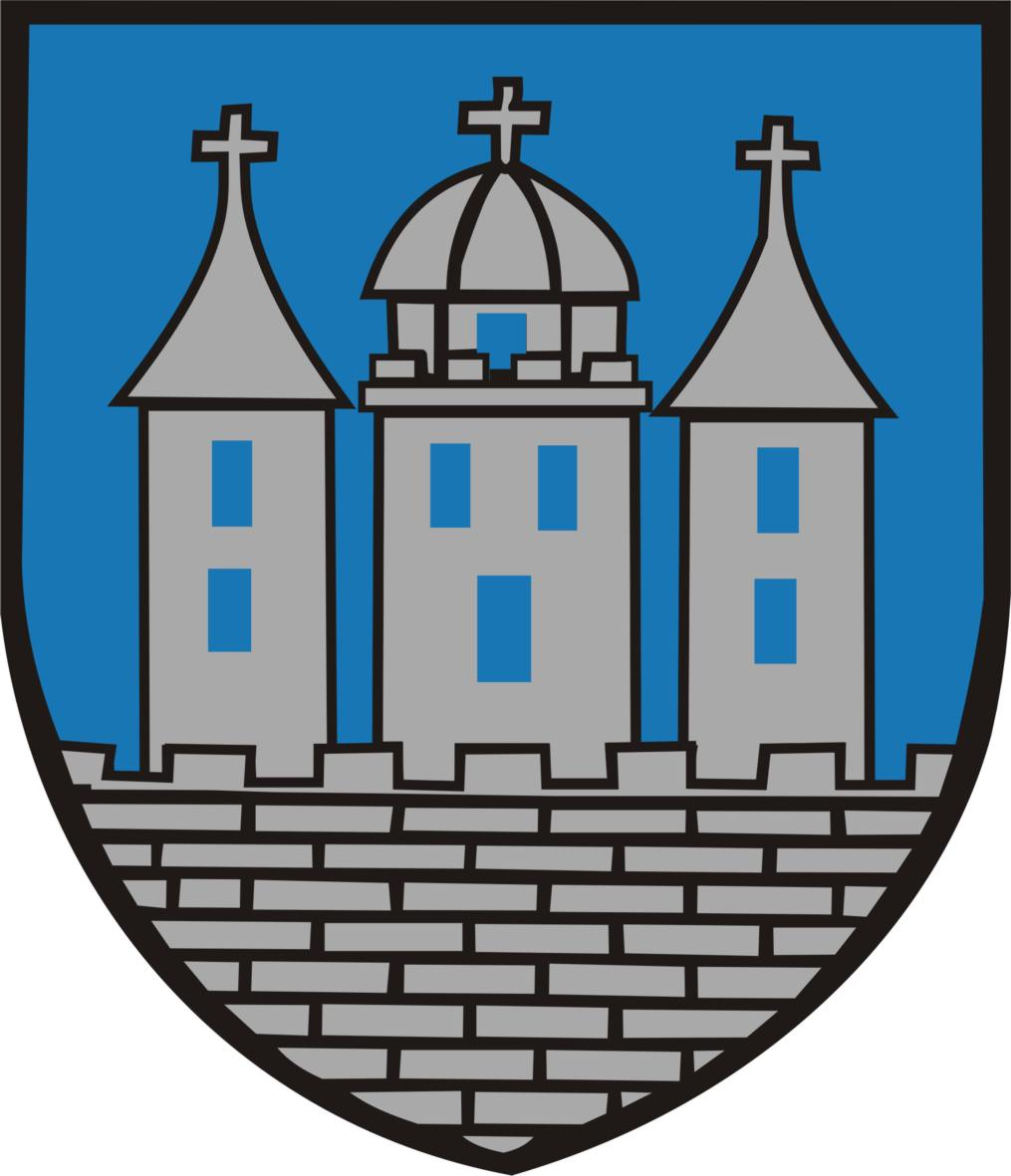
Ortsteil Wallensen der Gemeinde Salzhemmendorf